# 공룡 (소설)
《공룡》(스페인어: El Dinosaurio)는 아우구스토 몬테로소가 쓴 매우 짧은 에스파냐어 소설이다.
Cuando despertó, el dinosaurio todavía estaba allí.

'그가 깨어났을 때, 공룡은 아직도 거기에 있었다.'

이 짧은 문장이 하나의 단편 소설이며, 이 소설로 과테말라의 작가 아우구스토 몬테로소가 유명해졌다. '공룡'은 2005년 멕시코인 루이스 펠리페 로멜리의 이민자가 출판되기 전까지 에스파냐어로 된 가장 짧은 소설로 여겨졌다.